# Йосиф Кобзон
Йосиф Давидович Кобзон (на руски: Иосиф Давыдович Кобзон) е съветски и руски поп певец от еврейски произход, често наричан Гласът на СССР и Съветският Франк Синатра, също общественик, политик и педагог.
Член е на Държавната дума (долната палата) на Федералното събрание на Русия от II (1997) до VII събрание (2018). Председател (2003 – 2011) е и първи заместник-председател (2011 – 2018) на Комисията по култура на Държавната дума. Член и на управляващата партия „Единна Русия“ (2007 – 2018). Почетен гражданин е на градове и региони.

## Биография и творчество
Йосиф Кобзон е роден в град Часов Яр, Донецка област, Украинска съветска социалистическа република, СССР на 11 септември 1937 г.
Мнозина заради стила му го считат за съветския Франк Синатра. Смята се, че Кобзон, подобно на Синатра (за когото се смята, че е бил член на Коза ностра), има високо положение в подземния свят на Русия след разпадането на СССР.
От репертоара му може би най-известната песен по съветско и постсъветско време е „Мгновения“ (1973), от известния съветски телевизионен сериал „17 мига от пролетта“. По времето на Леонид Брежнев почти няма официален празник, на който да не пее Кобзон. В края на 1970-те години малка планета, открита от съветски астроном, е наименувана на него.
Изнася много от концертите си съвместно с Академичния ансамбъл за песни и танци на Вътрешните войски на Министерството на вътрешните работи на Русия, известен като Елисеевски оркестър, с ръководител генерал-майор Виктор Елисеев от 1985 г.
През 1998 г. прави прощално турне от 128 концерта. Последният му спектакъл е в зала „Россия“ до Московския кремъл, в продължение на 12 часа непрекъснато излъчван пряко по телевизията. За турнето му е направен 10-сериен филм, наречен „Прощаване с държавата“.
През 2007 г. по случай 70-годишнината си решава да направи юбилейно турне, започващо в България. При посещенията си в България пее на български език песните: „Моя страна, моя България“, „Една българска роза“, „Хей, поле широко“. През 2012 г. е награден с орден „За заслуги към отечеството“ I степен.
Има в репертоара си около 3000 песни. Най-популярни от тях са „Мгновения“, „Где-то далеко“, „Журавли“, „Русское поле“, „А у нас во дворе“, „Идёт девчонка“, „Песня остаётся с человеком“, „Бирюсинка“, „Старый клён“, „С чего начинается Родина“, „Зимняя любовь“, „Тёмная ночь“, „Ноктюрн“, „Утомленное солнце“, „Смуглянка“ и др. Сред последните му песни е „Вечерняя застольная“ с Александър Розенбаум и Григорий Лепс. Пял е и в България, включително на предизборни митинги на „Атака“ по покана на лидера на партията Волен Сидеров.
Кобзон активно се занимава с политика, обществена и благотворителна дейност. Отявлен привърженик на руския президент Владимир Путин. Преподавал е в руската музикална академия „Гнесини“ и Института по театрално изкуство.
След като е настанен в болница на 20 юли в тежко състояние, Йосиф Кобзон умира от рак на 30 август 2018 г. Президентът на Русия Владимир Путин, министър-председателят Дмитрий Медведев, президента на Беларус Александър Лукашенко и севернокорейския лидер Ким Чен Ун изразяват съболезнования на семейството на певеца.

## Политическа дейност

### Съветски период
През 1960-те и 1970-те години изнася концерти на ударни комсомолски строителни площадки. Многократно участва в официални делегации на посещения за приятелство в чужди държави.
През 1980-те години многократно пътува до Демократична република Афганистан с концерти, разговаря с военнослужещи от Ограничения контингент от съветски войски. Той е първата известна личност, посетила Чернобил след експлозията в атомната електроцентрала през 1986 г. След аварията в Чернобил пътува до региона, изнася концерти и говори с ликвидаторите на бедствието.
Член е на КПСС от 1973 г. От май 1989 до септември 1991 г. е народен депутат на СССР от всесъюзните обществени организации по квотата на синдикатите. Член е на депутатската група на Съюза, която се застъпва за запазването на СССР като федерална държава.

### Постсъветски период
Кандидат-депутат (1991 – 1997)
На 12 декември 1993 г. се кандидатира за Държавната дума на Федералното събрание на Руската федерация от първото събрание във федералния списък на кандидатите, номинирани от избирателния блок Граждански съюз за стабилност, справедливост и напредък, начело с А. Волски, Н. Бех и А. Владиславлев. На изборите за Думата „Гражданският съюз“ е победен, като получава само 1 038 193 гласа (1,93%), заема 10-о място от 13 и не успява да преодолее прага от 5%.
На 17 декември 1995 г. Кобзон се кандидатира за Държавната дума на Федералното събрание на Руската федерация на втория свик като част от федералната листа на кандидатите, номинирана от избирателното сдружение „Моето отечество“. Федералната листа на кандидатите за блока се ръководи от Б. Громов, С. Шаталин и Й. Кобзон. Изборната асоциация е създадена на базата на обществено-политическото сдружение „Моето отечество“, първоначално до септември 1995 г., което е част от избирателния блок „Блок И. Рибкин“. Според резултатите от гласуването „Моето отечество“ не е преодоляло 5-процентовата бариера, събира 496 276 гласа (0,72%).
След споразуменията с Хасавюрт през 1996 – 1997 г. Кобзон посещава Грозни и изнася концерти.
Депутат в Думата (1997 – 2018)
Избиран е в Държавната дума няколко пъти от Агински бурятски автономен окръг.
За първи път е избран през септември 1997 г. Той е сред депутатите, които не са включени в регистрираните депутатски сдружения, избран е за заместник-председател на комисията по култура.
През 1999 г. е преизбран за депутат в Държавната дума, става член на депутатската група „Региони на Русия (Съюз на независимите депутати)“, избран е за заместник-председател на комисията по култура и туризъм.
През 2003 г. отново е избран за депутат в Държавната дума и се присъединява към партийната група (фракцията) на „Единна Русия“. Става председател на комисията по култура на Държавната дума.
През май 2003 г., с решение на тогавашния министър на вътрешните работи на Латвия М. Гюлбис, Кобзон е включен в списъка на лицата, на които е забранено да влизат в страната и му е отказана входна виза. Забраната е заради „заплаха за държавната сигурност и обществения ред“ и е отменена на 21 юни 2004 г.
През септември 2007 г. Йосиф Кобзон се присъединява към партията „Обединена Русия“, въпреки факта, че през 2006 г. обявява, че никога няма да се присъедини към партията. През декември 2007 г. е избран от Забайкалски край за депутат в Държавната дума от федералната листа на кандидатите от Обединена Русия, става член на партийната група (фракция) „Обединена Русия“ и е избран за заместник-председател на комисията по информационна политика, информационни технологии и комуникации.
През 2011 г. е избран за депутат от Забайкалския край в Държавната дума на Федералното събрание на Руската федерация от VI свикване от партията „Единна Русия“, член на партийната група (фракция) „Единна Русия“, първи заместник-председател на Комитета по култура.
През юли 2015 г. медиите съобщават, че Кобзон вече не възнамерява да бъде преизбиран в Държавната дума. На 15 юли 2016 г. обаче Централната избирателна комисия обявява списъка на кандидатите от „Единна Русия“ за депутати в Държавната дума от VII събрание, в който певецът е включен в 4-та регионална група под № 1. На 18 септември 2016 г. е избран за депутат в Държавната дума от VII събрание от федералния списък на „Единна Русия“. Избран на 5 октомври 2016 г. в Държавната дума, той отново заема поста първи заместник-председател на комисията по култура.
Последното депутатско действие на Кобзон е подкрепата му на първо четене на 19 юли 2018 г. (той почива преди второто) на законопроекта за повишаване на възрастта за пенсиониране. Законопроектът предизвиква обществено негодувание.

## Мирно посредничество
Йосиф Кобзон е известен с миротворческата си дейност при потушаването на чеченския сепаратизъм през 1990-те години, както и при неутрализирането на бандата на Мовсар Бараев, с която преговаря по време на терористичния акт в сградата на Театъра на Дубровка в Москва на 23 – 26 октомври 2002 г. В резултат на преговорите Кобзон и Ирина Хакамада успяват да изведат жена и 3 деца от залата, превзета от терористи.

## Обществена дейност
Йосиф Кобзон е член на борда на Федерацията на еврейските общности на Русия, член на президиума на общоруската обществена организация Лига на здравето на нацията. Бил е куратор на операта „Пътническият композитор“ Мойсей Вайнберг, първата и̊ московска премиера се състои на 27 януари 2017 г. в Международния ден за възпоменание на Холокоста в Театър „Новая опера“ под ръководството на режисьора С. Широков.
Член на Обществения съвет при Комитета за разследвания на Руската федерация. Участва в благотворителност.
През септември 2016 г. Йосиф Кобзон се обявява против провеждането на конкурса „Евровизия“ през 2017 г. в Русия, тъй като бил „необективен“ и „политизиран“.
През 2016 г. Кобзон предлага да се създаде „Алея на звездите“ в Бурятия заради многото артисти там.

## Отношения с Украйна
След смяната на властта в Украйна през 2014 г. и последвалото присъединяване на Крим към Русия на 11 март 2014 г. Кобзон подписва апел с руски културни дейци в подкрепа на политиката на президента на Руската федерация Владимир Путин по отношение на Украйна и Крим. Обяснявайки позицията си, в интервю за вестник „Аргументи и факти“ заявява: „Крим винаги е бил руски, а фактът, че е възможно да го върнат без изстрел, без нито една жертва, е още едно потвърждение за това. Това е единодушно решение на хората. Хората и до днес продължават да се радват пред завръщане у дома“.
На 5 юли 2014 г. отправя апел към народа на Украйна. През юли 2014 г. Латвия забранява на Кобзон да влиза на нейна територия. Латвийският външен министър Едгар Ринкевич обяснява забраната: „Като допринася за подкопаването на териториалната цялост и суверенитет на Украйна“.
На 26 октомври 2014 г. Службата за сигурност на Украйна обявява включването на Кобзон в списъка от няколкостотин фигури от руската култура, на които е забранено да влизат в Украйна поради политическите си позиции. По същото време посещава Донецк и Луганск, където прехвърля хуманитарна помощ на своите сънародници и изнася концерти. Певецът придружава Академичния ансамбъл за песни и танци на вътрешните войски на Министерството на вътрешните работи на Русия.
През 2014 г. Кобзон е лишен от званието „почетен гражданин“ на редица украински градове: през март – на Кобеляки (Полтавска област), през септември – на Днепропетровск, през ноември – на Полтава. Общинският съвет на Днепропетровск също така решава, че той не трябва да изпълнява официалния химн на града „Днепропетровск е моят роден град“. През януари 2015 г. градският съвет на Краматорск, под натиск на активисти, лишава Кобзон от званието „Почетен гражданин на Краматорск“. През юли 2017 г. е лишен от званието „Почетен гражданин на Славянск“.
От 28 ноември 2014 г. е почетен консул на Донецката народна република в Русия. Участва активно в организирането, събирането и изпращането на хуманитарна помощ в зоната на хуманитарна криза в Източна Украйна.
През февруари 2015 г. е включен в списъка на лицата и компаниите, които ЕС счита за отговорни за дестабилизирането на ситуацията в източна Украйна. С вписването в списъка със санкции им е забранено да влизат в ЕС, а активите им на неговата територия, ако има такива, се замразяват.
През август 2015 г. СБУ включва Кобзон в Списъка на лицата, застрашаващи националната сигурност на Украйна. През септември 2015 г. е включен в списъка на санкциите за Украйна.
На 25 май 2016 г. Кобзон получава гражданство на ДНР.
На 14 май 2018 г. е лишен от украинските държавни награди с указ на президента на Украйна Петро Порошенко.

## Почетен гражданин
Йосиф Кобзон е удостоен с множество награди – ордени, медали, почетни звания и други отличия на СССР, Украйна и други държави и организации. 
Награден е с орден „За заслуги към отечеството“ II и III степен; Орден за мъжество; Орден „Международна дружба“; Орден „Свети Данаил Московски“ II степен; Орден „Сергийя Радонежски“ II степен; орден „За заслуги пред Москва“; международните ордени „Свети Николай Чудотворец“ и „Свети Константин Велики“, както и украинския орден „За заслуги“ II и III степен. Носител е на Медал за доблест. Лауреат е на Държавната награда на СССР (1984), Наградата на Ленинския комсомол (1976), Наградата на Правителството на РФ (2011). Почетен член е на Руската художествена академия. Статуя на Кобзон е открита в Донецк през 2003 г.
Удостоен е с почетните звания:
- „Герой на Донецката народна република“ (2015). „Герой на труда“ на Руската федерация (2016);
- „Почетен работник на Федералната служба на съдебните пристави“ (2011), „Изтъкнат деятел на културата“ (2003);
- заслужил деятел на изкуствата на Крим (2002), Карачаево-Черкезия (2008);
- заслужил артист на Чечено-Ингушката АССР (1964), Дагестанската АССР (1974), РСФСР (1974), Адигея (1992);
- народен артист на РСФСР (1980), СССР (1987), Украйна (1991, Калмикия (2007), Северна Осетия (2008), Приднестровската молдавска република (2014), Луганската народна република (2015), Донецката народна република (2015), Мордовия (2015).

Почетен гражданин е на 29 града и на региони, сред които:
- в Русия:
  - градовете Анапа, Братск, Краснодар, Москва, Ногинск, Саратов, Тинда, Черкеск и
  - регионите Забайкалски край, Кемеровска област, Саратовска област, Агински бурятски автономен окръг, Уст-Ордински бурятски автономен окръг;
- в Украйна: градовете Артьомовск, Горловка, Днепропетровск, Донецк, Енакиево, Кобеляки, Краматорск, Полтава, Славянск, Часов Яр;
- в Киргизия: град Бишкек.

Носител е на още много други отличия и награди.

## Дискография

### Грамофонни плочи
- 1967 – „Поёт Иосиф Кобзон“ (LP, Мелодия – Д 17789 – 90)
- 1968 – „Иосиф Кобзон“ (ЕP, Мелодия – ГД-000929-30)
- 1970 – „Поёт Иосиф Кобзон“ (LP, Мелодия – С01763-4)
- 1970 – „Иосиф Кобзон“ (LP, Мелодия – (Д 027933 – 4)
- 1970 – „Поёт Иосиф Кобзон“ (ЕP, Мелодия – Д 00029015 – 6)
- 1971 – „Пее Йосиф Кобзон“ (EP, Балкантон – ВТМ 6344), малка плоча, издадена в България
- 1972 – „Иосиф Кобзон“ (LP, Мелодия – Д 033565 – 6)
- 1972 – „Иосиф Кобзон“ (SP, Мелодия – ГД-0002783)
- 1974 – „Иосиф Кобзон“ (LP, Мелодия – С60—05303 – 4)
- 1976 – „Поёт Иосиф Кобзон“ (LP, Мелодия – С60-06863-4)
- 1978 – „Вспоминайте, люди“ (LP, Мелодия – С60—10275 – 76)
- 1978 – „Романсы и русские песни“ (LP, Мелодия – С60-10667-8)
- 1979 – „Алла Пугачёва/ Иосиф Кобзон“ (LP, Мелодия – 33С60-12239-40)
- 1980 – „Танго, танго, танго…“ (LP, Мелодия – С60—15763 – 64)
- 1981 – „А всё – таки марши“ (LP, Мелодия – С60—16307 – 8)
- 1981 – „Ласковая песня“ (LP, Мелодия – С60–17811–12)
- 1984 – „Лунная рапсодия“ (LP, Мелодия – С60 21025 002)
- 1985 – „Поклонимся великим тем годам“ (LP, Мелодия – С60 22733 007)
- 1985 – „Счастливых дней карусель“ (LP, Мелодия – С62 22135 004)
- 1986 – „Забытое танго“ (LP, Мелодия – С60 24791 002)
- 1987 – „Песня не прощается с тобой“ (LP, Мелодия – С60 26111 005, С60 26109 – 10 007)
- 1989 – „Пою тебе, граница“ (LP, Мелодия – С90 28257 004)
- 1990 – „Сыпь, тальянка“ Григорий Пономаренко, Сергей Есенин (LP, Мелодия – С60 29625 001)
- 1990 – „Благословляю всё, что было“ Григорий Пономаренко, Александър Блок (LP, Мелодия – С60 29623 007)
- 1990 – „Моя Полтава“ (EP, Мелодия – С92 30671 008, дигитално преиздадена от Мелодия под номер MEL CO 1120)

### Аудиокасети
- 1971 – „Иосиф Кобзон“ (Мелодия – СМ00072)
- 1975 – „Иосиф Кобзон“ (Мелодия – СМ00409)
- 1977 – „Иосиф Кобзон“ (Мелодия – СМ00626)
- 1980 – „Романсы и русские песни“ (Мелодия – СМ00920)
- 1981 – „А всё-таки марши“ (Мелодия – СМ00963)
- 1982 – „Ласковая песня“ (Мелодия – СМ01082)
- 1984 – „Лунная рапсодия“ (Мелодия – СМ01288)

### Компактдискове
- 1989 – „Иосиф Кобзон поёт песни Григория Пономаренко“ (Мелодия – MEL CD 60 00125)
- 1994 – „Чёрные глаза“ (RDM ‎– CDRDM 4 03 023)
- 1994 – „Ямщик, не гони лошадей“ (RDM ‎– CDRDM 4 03 022)
- 1996 – „Мне доверена песня (антология)“ (Solo Florentin ‎– 36 – 39)
- 1996 – „Люстры старинного зала“ (Solo Florentin ‎– 36 – 39)
- 1996 – „Звёзды на небе“ (Solo Florentin ‎– 36 – 39)
- 1996 – „Не покидает нас весна“ (Solo Florentin ‎– 36 – 39)
- 1997 – „Прощальный концерт“ (ZeKo Records ‎– ЗД-355)
- 1997 – „Белое солнце“ (ZeKo Records ‎– ЗД-309)
- 1997 – „Вы помните“ – песни от Г. Пономаренко и стихове на С. Есенин (ZeKo Records ‎– ЗД-314)
- 1997 – „Выйду на улицу“ – руски песни (ZeKo Records ‎– ЗД-312)
- 1997 – „Златые горы“ – руски песни (ZeKo Records ‎– ЗД-313)
- 1997 – „Русское поле“ (ZeKo Records ‎– ЗД-308)
- 1997 – „Среди миров“ (ZeKo Records ‎– ЗД-316)
- 1997 – „Я – артист“ (ZeKo Records ‎– 3Д-298/299)
- 1997 – „Я обязательно вернусь“ – песни от Г. Пономаренко и стихове на Ал. Блок (ZeKo Records ‎– ЗД-315)
- 1999 – „Летят перелётные птицы“ – песни от М. Блантер (ОРТ-Рекордс ‎– ОРТ CD 0059/2 – 99)
- 1999 – „Дивлюсь я на небо“ (ОРТ-Рекордс ‎– ОРТ CD 0059/5 – 99)
- 1999 – „Yiddishe Mame“ (еврейски песни) (ОРТ-Рекордс ‎– ОРТ CD 0059/6 – 99)
- 1999 – „Очарована, околдована“ (ОРТ-Рекордс ‎– ОРТ CD 0059/7 – 99, ОРТ CD 0059/8 – 99)
- 1999 – „Москва златоглавая“ (ОРТ-Рекордс ‎– ОРТ CD 0059/9 – 99, ОРТ CD 0059/10 – 99)
- 1999 – „Покуда слышен голос мой“ (ОРТ-Рекордс ‎– ОРТ CD 0059/11 – 99)
- 1999 – „Вечерний звон“ (ОРТ-Рекордс ‎– ОРТ CD 0059/1 – 99)
- 2002 – „Песня остаётся с человеком“ (Парк Звёзд ‎– CD-26-1)
- 2002 – „Поклонимся великим тем годам“ (Moroz Records ‎– MR 02510 CD)
- 2002 – „Как ротный простой запевала“ (Moroz Records ‎– MR 02512 CD)
- 2002 – „Русь моя, жизнь моя“ (Moroz Records ‎– MR 02511 CD)
- 2002 – „Песнь о солдате“ (Moroz Records ‎– MR 02513 CD)
- 2002 – „Песня моя – судьба моя“ (Moroz Records ‎– MR 02514 CD)
- 2002 – „Великие исполнители 20 века“ (Moroz Records ‎– MR 02433)
- 2002 – „Одна-єдина“
- 2002 – „Золотой век русской эстрады“ (S.T.R. Records ‎– ZSR CD 252 – 2611/1/2-02)
- 2003 – „Моя Одесса“ – песни по музика на О. Б. Фелцман (Ukrainian Records)
- 2005 – „Посвящение другу“ (Фирма Грамзаписи Никитин ‎– ТФН – CD 322/05)
- 2006 – „Не замести снегами память“ (Международный фонд памяти Арно Бабаджаняна)
- 2006 – „Человек беспокойного счастья“ (Мелодия ‎– MEL CD 60 01177)
- 2007 – „Пока я помню, я живу“ (Монолит ‎– MT 715391-122-1)
- 2007 – „Мгновения“ (Монолит ‎– МТ 715391-220-1)
- 2007 – „Душевные песни Иосифа Кобзона“
- 2007 – „И пока на земле существует любовь“
- 2008 – „Только лучшее“
- 2009 – „Из истории советской песни. Иосиф Кобзон и группа „Республика“ (Квадро-Диск – KTL09-142)
- 2009 – „Лучшие песни“ (Zebra Studio, Digital Records)
- 2009 – „Всё повторяется“ (Квадро-Диск ‎– KTL09-059)
- 2011 – „Лучшее“ (Star Mark ‎– 28851 – 1/2)
- 2012 – „Я люлблю тебя, жизнь“ (Мелодия ‎– MEL CD 60 02029)
- 2013 – „Легендарные песни“
- 2013 – „А жизнь продолжается (Любимое неизданное)“
- 2017 – „Мой путь“ (United Music Group ‎– UMG17 CD-0367-1, UMG17 CD-0367-2)
- 2018 – „20 песен о любви“ (MusicRT)

## Музикални изяви

### Участия в концерти
- Песен на годината 1972 – изп. „Старый марш“, „За того парня“
- „Игор Матвиенко: 50 години“ – изп. „Опера“ (с Академически хор на МВР)
- Песен на годината 2011 – изп. „Москва майская“, „Орлята учатся летать“, „Весёлый ветер“, „Катюша“, „Марш высотников“, „Перелётные птицы“, „Солнечный круг“ (дует с група Республика)
- „Бедрос Киркоров: Сърце на сърце“: „Една българска роза“ (дует с Бедрос Киркоров)
- 20 юбилейна награда „Златен грамофон“ – изп. „Ребята 70-й широты“ (дует с група Республика)
- Годишнина концерт на 45-годишнината на филма „Офицерите“ – изп. „Песня тревожной молодости“, „Комсомольцы-добровольцы“ (с Академически хор на МВР)
- „Хор Турецкого: С тобой и навсегда“: изп. „Мой путь“ (дует с Хор Турецкого)

### ТВ и др. програми
- „Собственост на Република: 60-те години“ – „А у нас во дворе“
- „Собственост на Република: Песен за любовта“ – „Белые акации гроздья душистые“
- „Собственост на Република: Първи финал“ – „Надежда“
- „Собственост на Република: Александра Пахмутова и Николай Добронравов“ – „Как молоды мы были“
- „Собственост на Република: Йосиф Кобзон“ – изп. „Я люблю тебя, жизнь“, „Счастье моё“, „От Москвы до Бреста“, „Granada“, „А у нас в дворе“ (дует с жена си Нели), „Платье“ (дует с група „Республика“), „Песня остаётся с человеком“
- „Собственост на Република: Владимир Шаински“ – изп. „Дрозды“ (дует с група „Республика“)
- „Собственост на Република: Давид Тухманов“ – изп. „Я люблю тебя, Россия“
- „Собственост на Република: Марк Бернес“ – изп. „Журавли“
- „Собственост на Република: Расул Гъмзатов“ – изп. „Берегите друзей“
- „Собственост на Република: Евгени Крилатов“ – изп. „Серёжка ольховая“
- „Собственост на Република: Едита Пьеха“ – изп. „Огромное небо“